# صموئيل (لاعب كرة قدم مواليد 1986)
صموئيل (بالبرتغالية: Samuel Firmino de Jesus‏) هو لاعب كرة قدم برازيلي في مركز قلب الدفاع، ولد في 7 أبريل 1986 في ساو باولو في البرازيل. لعب مع أتلتيكو غويانيينسي وجمعية أرابيراكا الرياضية وجمعية بورتوغيزا الرياضية ورويال أندرلخت وريد بل برازيل وسبورتينغ براغا وفيردر بريمن ونادي أيه بي سي ونادي إيتوانو ونادي بارانا ونادي بوسان أي بارك ونادي جوينفيل ونادي ساو باولو ونادي ساو بيرناردو.

## وصلات خارجية
- صموئيل (لاعب كرة قدم مواليد 1986) على موقع دوري كوريا الجنوبية (الإنجليزية)
- صموئيل (لاعب كرة قدم مواليد 1986) على موقع قاعدة بيانات كرة القدم.إي يو (الإنجليزية)
- صموئيل (لاعب كرة قدم مواليد 1986) على موقع Soccerway.com (الإنجليزية)
- صموئيل (لاعب كرة قدم مواليد 1986) على موقع عالم كرة القدم.نت (الإنجليزية)